# ماركوس ووكر
ماركوس ووكر (22 أغسطس 1986 بكانساس سيتي في الولايات المتحدة - ) (بالإنجليزية: Marcus Walker)‏ هو لاعب كرة سلة أمريكي في مركز هجوم خلفي.

## وصلات خارجية
- ماركوس ووكر على موقع كرة السلة الأوروبية.كوم (الإنجليزية)
- ماركوس ووكر على موقع كلية كرة السلة في سبورتس رفرنس.كوم (الإنجليزية)
- ماركوس ووكر على موقع ريلجم (الإنجليزية)
- ماركوس ووكر على موقع بروبوليرز (الإنجليزية)